# 8069 Benweiss
8069 Benweiss eller 1981 EF30 är en asteroid i huvudbältet som upptäcktes den 2 mars 1981 av den amerikanska astronomen Schelte J. Bus vid Siding Spring-observatoriet. Den är uppkallad efter Benjamin P. Weiss.
Asteroiden har en diameter på ungefär 6 kilometer.